# جونغ إيل وو
جونغ إيل وو (مواليد 9 سبتمبر 1987)؛ هو ممثل كوري جنوبي. اشتهر بدوره في الدراما العائلية الهزلية «ركلة عالية!» لعام (2006). ولعب العديد الادوار الرئيسية مثل: عودة ايلجيمي (2009)، 49 يومًا (2011)، القمر الذي يحتضن الشمس (2012)، سندريلا مع أربعة فرسان(2016)، هاياشي(2010)، بوسام: سرقة مصير (2021)، عمل جيد (2022).

## روابط خارجية
- جونغ إيل وو على موقع IMDb (الإنجليزية)
- جونغ إيل وو على موقع ميوزك برينز (الإنجليزية)
- جونغ إيل وو على موقع قاعدة بيانات الفيلم (الإنجليزية)